# Brooklyn Rules
Pour plus de détails, voir Fiche technique et Distribution.
Brooklyn Rules est un film américain réalisé par Michael Corrente et sorti en 2007.

## Synopsis
En 1985, Michael (le narrateur), charmeur adorable avec l'âme d'un escroc, parvient à intégrer le cursus en droit de l'université Columbia. Contrairement à Michael, son ami d'enfance Carmine ne veut pas quitter Brooklyn et veut avoir la belle vie d'un mafieux. Le troisième larron, Bobby, est un radin qui ne souhaite que décrocher un emploi stable à la poste pour s'installer avec sa fiancée. À l'université, Michael tombe amoureux d'une belle jeune étudiante nommée Ellen, une fille de la haute société à qui il cache ses origines modestes. Alors que leur relation s'épanouit,  Michael envisage de plus en plus de quitter la rue, mais lorsque Carmine attire l'attention de Caesar, un redoutable capo de la famille Gambino qui contrôle leur quartier. Michael et Bobby vont être malgré leurs réticences attirés dans ce monde criminel.

## Fiche technique
Sauf indication contraire, les informations mentionnées dans cette section peuvent être confirmées par la base de données cinématographiques IMDb,  présente dans la section « Liens externes ».
- Titre : Brooklyn Rules
- Réalisation : Michael Corrente
- Scénario : Terence Winter
- Photographie : Richard P. Crudo (en)
- Montage : Katie Sanford
- Musique : Benny Rietveld
- Sociétés de production : Cataland Films, Eagle Beach Productions, Hannover House, Southpaw Entertainment et Straight Up Films
- Distribution : The Weinstein Company (États-Unis)
- Pays de production :  États-Unis
- Langue originale : anglais
- Format : couleur
- Genre : Drame et film de gangsters
- Durée : 95 minutes
- Dates de sortie[1] :
  - États-Unis : 30 avril 2007 (Boston Independent Film Festival)
  - États-Unis : 18 mai 2007 (sortie limitée)
- Classification[2] :
  - États-Unis : R

## Distribution
- Alec Baldwin : Caesar
- Freddie Prinze Jr. : Michael
- Scott Caan : Carmine
- Jerry Ferrara as Bobby
- Daniel Tay (en) : Bobby, jeune
- Mena Suvari : Ellen
- Monica Keena : Amy
- Annie Golden : Dottie
- Ty Reed : Carmine, jeune
- Rome Kanda
- Lin Tucci : tante Louise
- Tony Devon
- Alexa Havins